# Aliona Olehivna Savranenko
Aliona Olehivna Savranenko (tiếng Ukraina: Альо́на Олегівна Савране́нко; sinh ngày 14 tháng 6 năm 1991), nổi bật hơn với nghệ danh Alyona Alyona (phát âm tiếng Ukraina: [ɐˈlʲɔnɐ ɐˈlʲɔnɐ]; viết cách điệu tất cả in thường), là một ca sĩ, rapper và nhạc sĩ sáng tác bài hát người Ukraina. Cô phát hành album đầu tay Pushka (Пушка) vào năm 2019, kế đến là đĩa EP mang tên V khati MA (В хаті МА) ra mắt cùng năm ấy.
Alyona được giới truyền thông Ukraina mệnh danh là "ngôi sao nhạc rap mới của Ukraina" và "nhân vật xuất chúng của nhạc rap Ukraina". Trong một bài viết có nhan đề "15 nghệ sĩ nhạc pop quan trọng ngày nay", The New York Times đã ví cô với Azealia Banks.
Cô và Jerry Heil đã đại diện cho Ukraina tranh tài tại Eurovision Song Contest 2024 với bài hát "Teresa & Maria".

## Thân thế
Aliona Savranenko sinh ra trong khu định cư loại đô thị của Kapitanivka, Novomyrhorod Raion, Kirovohrad Oblast. Cô sở hữu hai bằng cử nhân, trong đó một bằng lấy từ Đại học sư phạm bang Gregory Skovoroda của Pereiaslav. Trước khi theo đổi nhạc rap, cô làm giáo viên tại trường mẫu giáo "Teremok" ở Baryshivka, Kyiv Oblast. Sau đó cô đứng đầu trường mẫu giáo của ngôi làng hàng xóm của Dernivka. Savranenko có tổng cộng bốn năm làm ở trường mẫu giáo, rồi bỏ việc khi đã trở nên nổi tiếng.

## Sự nghiệp ca hát

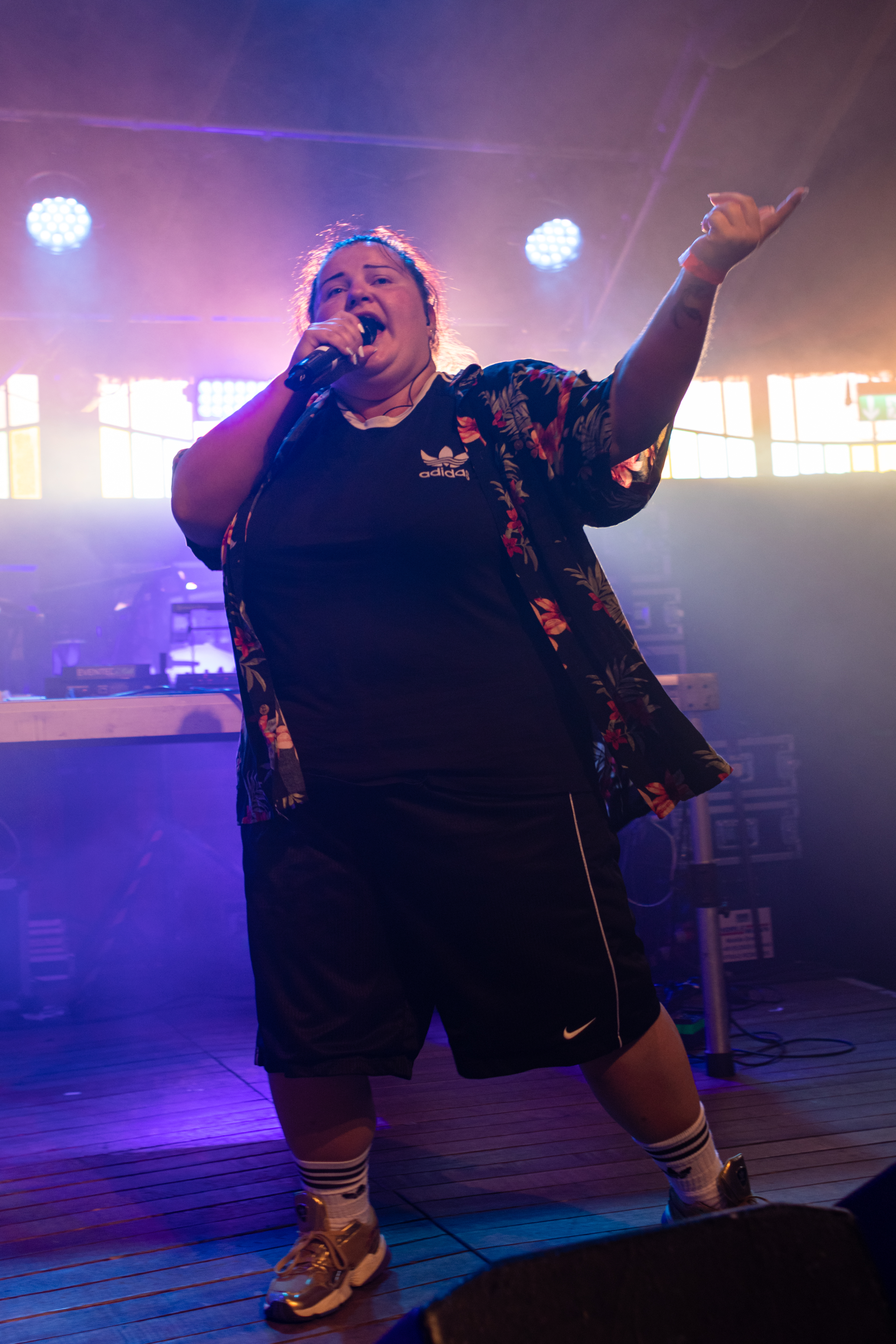
Alyona Alyona tại nhạc hội Haldern Pop vào năm 2019

Alyona bắt đầu sáng tác nhạc rap vào giữa những năm 2000, cô dành nhiều nỗ lực để tiếp cận được nhiều khán giả hơn. Nghệ danh đầu tiên của cô là Alyona Al.kaida.
Dưới nghệ danh hiện tại, Alyona Alyona phát hành video clip đầu tiên vào tháng 10 năm 2018 cho ca khúc "Rybky" ("Рибки"). Ngày 24 tháng 10, cô phát hành video clip thứ hai cho bài cùng tên, lần này do đạo diễn chuyên nghiệp thực hiện. Ngày 12 tháng 11, cô phát hành video clip của "Holovy" ("Голови") - bài hát thu về một triệu lượt xem trên YouTube trong tháng đầu tiên. Kế đến cô cho ra mắt hai video clip nữa: "Vidchyniai" ("Відчиняй") vào ngày 30 tháng 11 và "Zalyshaiu svii dim" ("Залишаю свій дім") vào tháng 12. Về mặt biểu tượng, ca khúc "Zalyshaiu svii dim" khắc họa chi tiết nghệ sĩ rời Baryshivka - quê nhà của cô.
Tháng 1 năm 2019, giữa lúc bê bối chính trị liên quan đến Tổng thống Poroshenko, Alyona Alyona phát hành bài hát mới có nhan đề "Obitsianky" ("Обіцянки", "Promises"). Kế đến vào tháng 8 tháng 4 năm ấy, Alyona Alyona phát hành album đầu tiên mang tên Pushka (Пушка), cũng như video clip cho bài chính cùng tên. Album gồm bốn ca khúc đã phát hành trước đó, cộng thêm chính bài mới, kể cả "Padlo" ("Падло") - bản song ca với Alina Pash. Alyona nhận được từ số ấn phẩm tháng ấy của tạp chí Vogue, ví cô là "ngôi sao nhạc rap thật khó tìm của Ukraina".
Alyona Alyona biểu diễn tại nhạc hội Sziget ở Budapest vào tháng 8 năm 2019. Tháng 12 năm 2019, cô viết lời cho "Vilna" ("Вільна") - bài hát do Tina Karol và Julia Sanina thể hiện, được đưa vào soundtrack của bộ phim điện ảnh Ukraina Viddana. Ngày 7 tháng 2 năm 2020, cô ký hợp đồng với hãng thu âm Def Jam Polska của Ba Lan. Ngày 15 tháng 1 năm 2021, Alyona Alyona giành giải Lựa chọn của công chúng tại cuộc thi Music Moves Europe Talent Awards.
Alyona Alyona đã đại diện cho Ukraina tham dự Eurovision Song Contest 2021. Cô và Jerry Heil là những thí sinh của Ukraina được dự vòng chung kết của Eurovision Song Contest 2024 với bài hát "Teresa & Maria"; họ tiếp tục giành chiến thắng trong cuộc tuyển chọn vào ngày 4 tháng 2 năm 2024, qua đó giành quyền đại diện cho nước mình. Tại Eurovision, Alyona và Heil được bốc thăm để tranh tài ở trận bán kết đầu tiên (họ xếp thứ hai trong 15 thí sinh với 173 điểm), giành quyền vào trận chung kết (họ xếp thứ ba trong 25 thí sinh với 453 điểm).

## Danh sách đĩa nhạc

### Album phòng thu
| Tựa đề     | Chi tiết |
| ---------- | --- |
| Pushka     | - Ngày phát hành: 8 tháng 4 năm 2019 - Hãng thu âm: Hitwonder - Định dạng: Tải nhạc số, streaming                                   |
| V khati MA | - Ngày phát hành: 25 tháng 11 năm 2019 - Hãng thu âm: Hitwonder - Định dạng: Tải nhạc số, streaming                                 |
| Galas      | - Ngày phát hành: 16 tháng 4 năm 2021 - Hãng thu âm: Come True GmbH / Def Jam Recordings Poland - Định dạng: Tải nhạc số, streaming |
| Lava       | - Ngày phát hành: 10 tháng 12 năm 2021 - Hãng thu âm: Columbia / ENKO - Định dạng: Tải nhạc số, streaming                           |

### EP
| Tựa đề                   | Chi tiết                                                                                                 |
| ------------------------ | --- |
| Dai Boh (với Jerry Heil) | - Ngày phát hành: 26 tháng 8 năm 2022 - Hãng thu âm: Columbia / ENKO - Định dạng: Tải nhạc số, streaming |